# Márcio Fortes
Márcio João de Andrade Fortes ComMM (Belo Horizonte, 4 de outubro de 1944) é um engenheiro civil e econômico e político brasileiro filiado ao Partido da Social Democracia Brasileira (PSDB). Foi ministro interino da Fazenda durante o governo João Figueiredo e, pelo Rio de Janeiro, deputado federal por três mandatos. Foi ainda presidente do Banco Nacional de Desenvolvimento Econômico e Social (BNDES) durante o governo Sarney.

## Formação acadêmica
É formado em engenharia civil pela Pontifícia Universidade Católica do Rio de Janeiro, com especialização em Desenvolvimento Urbano. Cursou Engenharia Econômica em nível de pós-graduação, na UFRJ, e Elaboração e Análise de Projetos Habitacionais, na Fundação Getúlio Vargas. Fez, também, um curso de extensão em política na Universidade de Harvard (EUA). É casado com Célia Maria Corrêa Fortes.

## Atividade Acadêmica
Entre 2017 e 2019, foi "Visiting Scholar" no "Center on Global Economic Governance", no "School of International and Public Affairs" da Universidade de Columbia, em Nova Iorque, EUA.

## Carreira política
Iniciou, ainda jovem, suas atividades políticas, tendo sido presidente do Diretório Acadêmico da PUC-Rio e membro do Conselho Universitário, como representante do corpo discente, eleito por voto direto.
Em 1979, aos 34 anos, foi secretário-geral do Ministério da Fazenda, na gestão de Karlos Rischbieter. Nessa condição foi, por várias vezes, ministro da Fazenda interino.
Foi secretário municipal de Obras de 1993 a início de 1994, dando início a vários projetos importantes para o Rio de Janeiro.
Nas eleições de 1994, teve expressiva vitória, sendo o deputado federal (PSDB/RJ) mais votado do partido na cidade do Rio de Janeiro. Destacou-se em seu primeiro mandato, ocupando a vice-presidência da Comissão de Finanças e Tributação e a vice-liderança do partido.
Em 1996 e 1997 comandou a Secretaria Estadual de Indústria, Comércio e Turismo. Projetos prioritários, como o Complexo Portuário-Industrial de Sepetiba e o Polo Gás-Químico, tiveram sua implantação incentivada pela Secretaria. Em sua gestão, atraiu importantes investimentos, com destaque para a fábrica de automóveis da Peugeot-Citroën, instalada no município de Porto Real.
Vice-presidente do PSDB, reelegeu-se para a Câmara dos Deputados em 1998. No mesmo ano, foi admitido pelo presidente Fernando Henrique Cardoso à Ordem do Mérito Militar no grau de Comendador especial. Ainda nessa mesma época, foi eleito primeiro vice-presidente da Federação das Indústrias do Estado do Rio de Janeiro (Firjan), onde permaneceu até 2001. Nesta condição, foi membro das diretorias e conselhos do SESI/RJ e SENAI/RJ.
Apontado como um dos "cabeças" do Congresso Nacional pelo Departamento Intersindical de Assessoria Parlamentar, foi presidente da Comissão Especial da CPMF e membro titular da Comissão Especial da Reforma Tributária, da Comissão Permanente de Economia, Indústria e Comércio e da Comissão de Desenvolvimento Urbano. De 1999 a 2003, foi secretário-geral do PSDB.

## Carreira empresarial
Foi presidente da João Fortes Engenharia, empresa pioneira na participação acionária de seus empregados, que se destacou também na questão ambiental, recebendo o prêmio de Conservação Ambiental e Desenvolvimento, em 1992, conferido pelo Unibanco e pelo jornal Gazeta Mercantil. A empresa, fundada em 1950, construiu mais de 12 milhões de metros quadrados.
Participou da direção de vários órgãos de classe, como o Sindicato da Industria da Construção Civil do Rio de Janeiro, a ADCE - Associação de Dirigentes Cristãos de Empresas, a Federação das Indústrias do Estado do Rio de Janeiro (Firjan) e Clube de Engenharia. Integrou, também, o Conselho de Administração da Petrobras, do Banco do Brasil e o Conselho Monetário Nacional. Foi membro de vários outros conselhos de Administração, destacando-se Cia. Força e Luz Cataguazes-Leopoldina, Brasilpar, Cimento Tupi, Banco Francês e Brasileiro e MPM Propaganda.
Assumiu a presidência do BNDES em 1987. Foi a partir de seu trabalho que se concluiu pelo esgotamento do modelo da política industrial vigente, baseada no protecionismo. À frente do BNDES, comandou o primeiro programa de privatização do País, com a desestatização de 17 empresas, em dois anos, como a Aracruz Celulose, Nova América e Caraíba Metais.
De 1989 a 1991, presidiu o Banco do Estado do Rio de Janeiro (Banerj), quando realizou um trabalho de recuperação financeira e fortalecimento da instituição. Em sua gestão, o Banerj abriu a primeira agência numa favela, a da Rocinha.
A partir de 1991, exerceu a função de diretor no Brasil do Conselho Empresarial para o Desenvolvimento Sustentável, organismo ligado à Organização das Nações Unidas (ONU).
Foi presidente por 25 anos do Instituto Nacional de Altos Estudos (Inae) - promotor do Fórum Nacional, além de presidir o Instituto Brasileiro de Executivos Financeiros (Ibef), no Rio de Janeiro.  
Foi Presidente da EMPLASA - Empresa de Planejamento Metropolitano de São Paulo, em 2009 e 2010.  
É, ainda, membro do Conselho da Fundação Getúlio Vargas (FGV) e do Conselho da Pontifícia Universidade Católica do Rio de Janeiro (PUC Rio).
Presidiu a Associação de Dirigentes de Empresas do Mercado Imobiliário do Rio de Janeiro (ADEMI-RJ) no biênio 2003-2005e reeleito para o biênio 2005-2007. 

## Publicações
- Caminhos da Modernidade (1990)
- Desenvolvimento Sustentável: portas abertas para a América Latina (1992)
- Mais Ação, Menos Lamentação (1992)
- A Virada do Rio (1996)
- Rumo ao Desenvolvimento (1998)
- Compromisso com o Rio (2002)
- Márcio Fortes: Uma Trajetória na Vida Pública (2006)